# Ernst Theodor Johann Brückner
Pour les articles homonymes, voir Brückner.
Ernst Theodor Johann Brückner, de son vrai nom simplement Ernst Brückner, né le 13 septembre 1746 à Neetzka et mort le 29 mai 1805 à Neubrandenburg, est un théologien et homme de lettres allemand. Il était membre du groupe littéraire Göttinger Hainbund.

## Biographie
Ernst (Theodor Johann) Brückner est le fils cadet du pasteur protestant Christoph (Adam) Brückner (1713-1786) et de son épouse Sophia, fille de pasteur, née Trendelenburg (1725-1759). Il est l'un des descendants directs du théologien et surintendant du sud-est du Mecklembourg Theodor Trendelenburg (de) (1696-1765). Le médecin et physicien de la ville et du district de Neubrandenburg Adolf Brückner (de) (1744-1823) est son frère.
Après des cours à domicile, Brückner est inscrit à l'école de Neubrandenburg puis au lycée Joachimsthalsche Gymnasium de Berlin. De 1765 à 1767, il étudie la théologie protestante à l'Université de Halle. En 1770, il devient suppléant à Wesenberg (Mecklembourg) et en 1771 prédicateur à Groß Vielen, où il se lie d'amitié avec Johann Heinrich Voß. Par son entremise, il entre au Göttinger Hainbund, fondé en septembre 1772, qui l'accepte en décembre 1772. En 1789, Brückner devient prédicateur, puis pasteur à Neubrandenburg. En 1772, ses drames paraissent anonymement sous le titre Quelque chose pour la Scène allemande. Un recueil de poèmes ne paraît à Neustrelitz qu'en 1803.
Brückner est marié depuis 1771 à la fille de pasteur Dorothea (Helena Beata) Fabricius (1742-1802), avec qui il a sept enfants. Une fille, Margarethe (1772-1820), épouse Adolf Friedrich (1770-1838), frère du peintre Caspar David Friedrich.

## Sources
- (de) Karl Weinhold, « Brückner, Ernst Theodor », dans Allgemeine Deutsche Biographie (ADB), vol. 3, Leipzig, Duncker & Humblot, 1876, p. 399
- (de) Kurt Schreinert, « Brückner, Ernst Theodor Johann », dans Neue Deutsche Biographie (NDB), vol. 2, Berlin, Duncker & Humblot, 1955, p. 657 (original numérisé).
- (de) Ingeborg Lohfink: Brückner in Mecklenburg. Die Suche nach dem Paradies. Glückstadt 2011.  (ISBN 978-3-87030-904-6).